# Umberto Silva
Umberto Silva (né le 27 juillet 1943 à Pellio Intelvi) est un écrivain, réalisateur et psychanalyste italien

## Biographie
Après une adolescence milanaise, Umberto Silva s'installe à Rome où il fait ses débuts comme critique, acteur et réalisateur de cinéma et de télévision.  Durant les années 1980 et 1990 il est professeur de psychologie à l'université de Teramo. Vers la fin des années 1980, il commence à exercer comme psychanalyste. En 1993, il fonde et dirige à Padoue, avec son épouse Sonia Ferro, écrivaine et psychanalyste, l'Associazione Psicanalisi, Arte e Scrittura, qui donne naissance en 2001 à la maison d'édition Il notes magico , où sont publiés des écrits inédits de divers auteurs, dont entre autres Guido Ceronetti, Emil Cioran, Raffaele La Capria et Valentino Zeichen (it). 

« Ses écrits journalistiques et littéraires m'apparaissent parfois comme un genre nouveau, ils me font penser à ces papillons et ces insectes non encore catalogués qu'un entomologiste découvre par hasard. Pour bien lire ses écrits, il faut accepter son libre arbitre et son individualisme exagéré, qui dans un monde de similitude universelle (le nôtre) luisent de leur propre lumière. »

— Raffaele La Capria, 2012.

## Publications
Umberto Silva est l'auteur de vingt-six livres, parmi lesquels des essais, invectives, pamphlets, romans, poèmes et recueils de poésies, traités théologiques, aphorismes et dialogues. Il a publié également des articles dans de nombreux journaux, revues et magazines : Filmcritica, Vel, Tel Quel, Marcatrè, Spirali, La corte di Mantova, Il Messaggero, L’Informazione, il manifesto, Il Foglio. 
En 1974, il édite chez Mazzotta Scrittura e rivoluzione, l'une des premières anthologies en italien d'articles choisis de la revue Tel Quel. En 1976 et 1977, il fonde et publie avec Alberto Boatto, Maurizio Calvesi, Jannis Kounellis, Fabio Mauri et Elisabetta Rasy la revue d’art et de critique La Città di Riga. Il apparaît comme acteur dans des films de Bernardo Bertolucci, Edoardo Bruno, Miklós Jancsó et Giovanna Gagliardo. est l'auteur de vingt-six livres, parmi lesquels des essais, invectives, pamphlets, romans, poèmes et recueils de poésies, traités théologiques, aphorismes et dialogues. Il a publié également des articles dans de nombreux journaux, revues et magazines : Filmcritica, Vel, Tel Quel, Marcatrè, Spirali, La corte di Mantova, Il Messaggero, L’Informazione, il manifesto, Il Foglio. 
En 1974, il édite chez Mazzotta Scrittura e rivoluzione, l'une des premières anthologies en italien d'articles choisis de la revue Tel Quel. En 1976 et 1977, il fonde et publie avec Alberto Boatto, Maurizio Calvesi, Jannis Kounellis, Fabio Mauri et Elisabetta Rasy la revue d’art et de critique La Città di Riga. Il apparaît comme acteur dans des films de Bernardo Bertolucci, Edoardo Bruno, Miklós Jancsó et Giovanna Gagliardo.

## Filmographie partielle

### Comme réalisateur
Umberto Silva a réalisé plusieurs films pour le cinéma et la télévision : 

#### Cinéma
- 1970 : Come ti chiami, amore mio? (it)
- 1977 : Difficile morire

#### Télévision
- 1983 : Il segreto di Gustave Flaubert ,
- 1984 : Le avventure di Jean-Jacques Rousseau ,
- 1987 : Sogno d’Amleto,
- 1988 : Smeraldina liberata.

### Comme acteur
- 1976 : Vices privés, vertus publiques (Vizi privati, pubbliche virtù) de Miklós Jancsó